# Massimo Casanova
Massimo Casanova (Bologna, 31 agosto 1970) è un politico italiano, membro della Lega Nord e dal 2019 europarlamentare.

## Biografia
Proprietario dello stabilimento balneare e discoteca Papeete Beach di Milano Marittima (Cervia), centro del divertimento sulla riviera romagnola con una discoteca sulla spiaggia. La discoteca entrò a far parte della vita politica italiana nel corso dell'estate del 2019, quando Matteo Salvini, noto frequentatore del club, all'epoca ministro dell'interno e leader della Lega, la scelse come luogo non solo di villeggiatura, ma anche di azione politica. Durante la sua permanenza nello stabilimento, tra conferenze stampa e comizi dalla postazione del deejay, si svolsero le fasi più concitate della crisi di governo del 2019, che portò all'uscita della Lega dalla coalizione di maggioranza, alla caduta del primo governo Conte e alla nascita del secondo governo Conte, ai primi di settembre.

### Attività politica
Alle elezioni europee del 26 maggio 2019 viene eletto eurodeputato con la Lega nella circoscrizione elettorale Italia meridionale.
A Bruxelles fa parte delle commissioni trasporti e turismo, della commissione per la pesca ed è delegato della commissione parlamentare mista UE-Macedonia del Nord.

## Vita privata
Sposato con Jenny Incorvaia, ha tre figli.